# Гаев, Борис Александрович
Борис Александрович Гаев (1905—1974) — советский инженер-конструктор.

## Биография
Родился в 1905 году в Кривоозерках.
Учился в ЛПИ (1924—1926) и ЛЭИ (1926—1929). С 1930 года работал в Центральной лаборатории проводной связи, с 1932 года — инженер ЛЭМЗ, с 1933 года — главный конструктор трального сектора Научно-исследовательского минно-торпедного института ВМФ. С 1936 года и до конца жизни работал в ЛФТИАН имени А. Ф. Иоффе (с перерывом в 1942—1947 годах, когда занимал должность главного инженера на заводе № 835 Наркомата миномётного вооружения в Чистополе). В составе научной группы во главе с А. П. Александровым и И. В. Курчатовым занимался разработкой метода защиты кораблей от магнитных мин («размагничиванием»). Затем работал над технологией разделения изотопов лития для термоядерного оружия. В 1957—1970 годах — заместитель директора ЛФТИ по научной работе.
Ж. И. Алфёров вспоминает о решающей роли поддержки, которую оказал ему Гаев на раннем этапе исследований в области гетероструктур.
Доктор технических наук (1961).
Заслуженный деятель науки и техники РСФСР (26.02.1969).
Умер в 1974 году.
Похоронен на Шуваловском кладбище Санкт-Петербурга.

## Награды и премии
- Сталинская премия I степени (10 апреля 1942) — за изобретение метода защиты кораблей
- Сталинская премия (1953)
- Ленинская премия (1958)